# Latrecey-Ormoy-sur-Aube
Latrecey-Ormoy-sur-Aube település Franciaországban, Haute-Marne megyében. Lakosainak száma 275 fő (2022. január 1.). Latrecey-Ormoy-sur-Aube Dinteville, Gevrolles, Montigny-sur-Aube, Veuxhaulles-sur-Aube, Châteauvillain, Coupray, Dancevoir és Lanty-sur-Aube községekkel határos.

## Népesség
A település népességének változása:
| Lakosok száma | 389  | 392  | 371  | 336  | 283  | 284  | 295  | 291  | 289  | 275  |
|               | 1968 | 1982 | 1990 | 2006 | 2013 | 2015 | 2017 | 2019 | 2020 | 2022 |